# Episodi di Odd Job Jack (prima stagione)
La prima stagione della serie animata Odd Job Jack, composta da 13 episodi, è stata trasmessa in Canada, da The Comedy Network, dal 5 marzo 2003 al 14 agosto 2004.
In Italia è stata trasmessa dal 15 dicembre 2006 al 31 gennaio 2007 su Paramount Comedy.
| nº | Titolo originale        | Titolo italiano            | Prima TV USA   | Prima TV Italia  |
| -- | ----------------------- | -------------------------- | -------------- | ---------------- |
| 1  | Death and Life          | Vita e morte               | 5 marzo 2003   | 15 dicembre 2006 |
| 2  | I Watch the Watchmen    | Sorveglianti e sorvegliati | 28 agosto 2003 | 17 dicembre 2006 |
| 3  | The Wheel is Not Enough | Gira la ruota              | 5 luglio 2003  | 22 dicembre 2006 |
| 4  | Easy Ryder              | Si Lavora e si Produce     | 12 luglio 2003 | 24 dicembre 2006 |
| 5  | Waiting for Gordo       | Avete rotto Cristiani      | 19 luglio 2003 | 29 dicembre 2006 |
| 6  | Go West Young Ryder     | Vai a Ovest Ryder          | 26 luglio 2003 | 31 dicembre 2006 |
| 7  | Fatal Extraction        | Estrazione fatale          | 1º luglio 2004 | 31 gennaio 2007  |
| 8  | Holyland                | La terra santa             | 12 luglio 2004 | 7 febbraio 2007  |
| 9  | Broke & Broker          | Speculazioni               | 22 luglio 2004 | 14 febbraio 2007 |
| 10 | Skateballs of Steel     | L'allenatore               | 28 luglio 2004 | 21 febbraio 2007 |
| 11 | Almost Wormless         | Ci mancava Poco            | 2 agosto 2004  | 28 febbraio 2007 |
| 12 | Fantasy Atoll           | L'Atollo delle fantasie    | 7 agosto 2004  | 7 marzo 2007     |
| 13 | American Wiener         | Salsicce                   | 14 agosto 2004 | 14 marzo 2007    |